# William Hillebrand

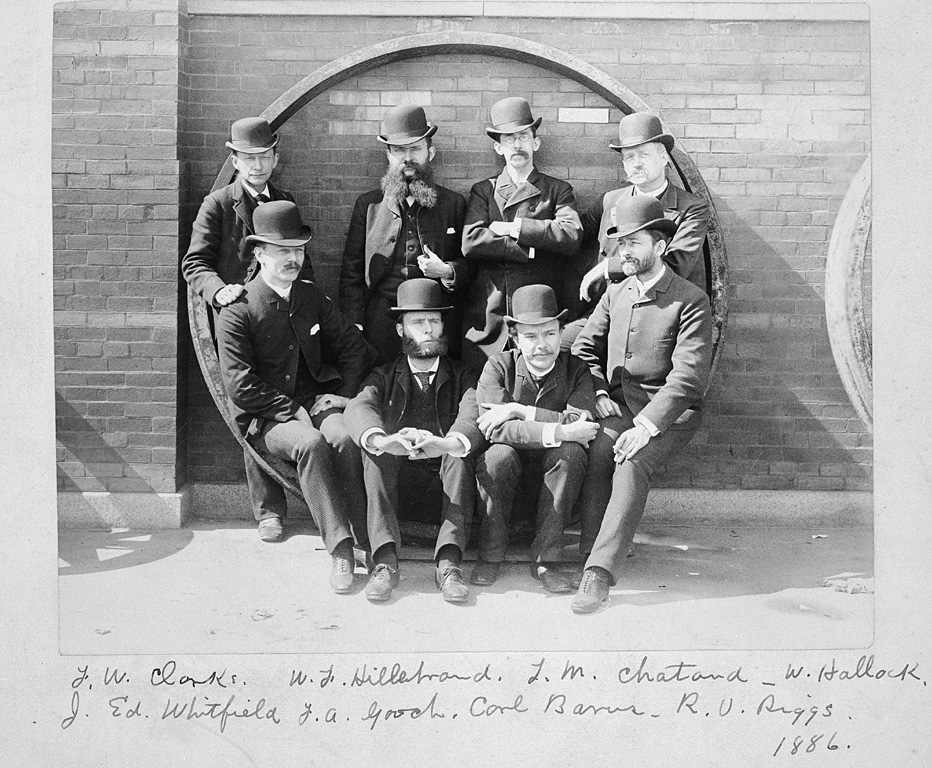
William Hillebrand (hinten, 2. v.l.).

William Francis Hillebrand (* 12. Dezember 1853 in Honolulu; † 1925) war ein deutscher Chemiker und Mineraloge.

## Leben
William Francis Hillebrand war der Sohn des Arztes und Botanikers Wilhelm Hillebrand.
Nach dem Studium der Chemie an der Bergakademie Freiberg promovierte Hillebrand an der Universität Heidelberg. Er entdeckte, dass beim Auflösen von Uranerzen ein Gas entweicht, welches er mittels spektroskopischer Methoden als Stickstoff identifizierte. Erst Jahre später bewies William Ramsay, dass es sich bei dem Gas um das aus dem Sonnenspektrum bekannte Helium handelt. Durch einen Briefwechsel zwischen Ramsay und Hillebrand ist bekannt, dass der von Hillebrand verwendete Uraninit anders als der von Ramsay verwendete Cleveit bis zu 10 % gasförmigen Stickstoff enthält. Diese Tatsache ist eine mögliche Erklärung für die falsche Interpretation durch Hillebrand.
1906 wurde er in die American Philosophical Society aufgenommen. 1907 wurde er zum korrespondierenden Mitglied der Göttinger Akademie der Wissenschaften gewählt. Hillebrand war aktiv in der American Chemical Society (ACS) und ab 1908 im National Bureau of Standards als Chefchemiker.
Nach seinem Studium in Deutschland ging er 1880 in die USA, wo er das chemische Labor des United States Geological Survey in Denver leitete. Sein erster Assistent war Antony Guyard. Von 1908 bis 1925 war er Chef-Chemiker im National Bureau of Standards. 
Ab 1923 war er mit Gustav Ernst Fredrik Lundell (1881–1950) Autor des Applied Inorganic Analysis. Das Werk wurde nach seinem Tod im Jahre 1929 veröffentlicht und war lange Zeit die Bibel der anorganischen Chemie.
Während seiner Zeit als Chemiker beim United States Geological Survey analysierte er viele Minerale und Gesteine, einschließlich einiger seltener und neuer Minerale. Seine bekanntermaßen sorgfältigen und genauen Analysen führten zur Entdeckung mehrerer chemischer Elemente in Gesteinen, die dort vorher nicht vermutet wurden. Bei Analysen des Minerals Uraninit (Pechblende) entdeckte er zu seiner Überraschung auch ein Gas, das hauptsächlich aus Stickstoff bestand. Hillebrand gilt unter anderem für Zunyit als Erstbeschreiber.

## Werke
- The Analysis of silicate and carbonate rocks. Analyse der Silikat- und Karbonatgesteine. Engelmann, Leipzig 1910. (deutsch)
  - Dt. Ausg. / von Ernst Wilke-Dörfurt. 2. Aufl. - Digitalisierte Ausgabe der Universitäts- und Landesbibliothek Düsseldorf
- W. F. Hillebrand, G. E. F. Lundell: Applied Inorganic Analysis. John Wiley & Sons, New York 1929.

## Ehrungen
- 1908 wurde Hillebrand in die National Academy of Sciences gewählt.
- Das 1908 von Fred Eugene Wright beschriebene Mineral wurde nach ihm Hillebrandit benannt.[5]
- 1916 wurde er für seine Verdienste von der Columbia University mit der Chandler Gold Medal geehrt.
- Die American Chemical Society of Washington vergibt heute noch jährlich den Hillebrand-Preis (Hillebrand Medal).